# Platystemon nutans
Platystemon nutans là một loài thực vật có hoa trong họ Anh túc. Loài này được (Brandegee) Greene miêu tả khoa học đầu tiên năm 1903.